# James J. LeBar
James J. LeBar (19. května 1936 – 21. února 2008) byl americký římskokatolický kněz, kterého kardinál John O'Connor (1920—2000) jmenoval v roce 1992 vrchním exorcistou newyorské arcidiecéze.
V sedmdesátých letech byl požádán, aby pracoval v oddělení pro práci s veřejností v newyorské arcidiecézi, jež se v té době musela vypořádat vzestupem sekt a okultních směrů. V roce 1989 vydal knihu o sektách Cults, Sects, and the New Age. Poprvé se stal známým v roce 1991, když se zúčastnil exorcismu v Palm Beach na Floridě, který byl přenášen televizní stanicí ABC. Celkem vykonal asi čtyřicet exorcismů.
Uvádí, že u lidí, na nichž exorcismus prováděl, pozoroval mluvení v cizích jazycích, ďáblovu nenávist a zlo a mimořádnou sílu. Na dotaz v interview, jestli během exorcismu pozoroval levitaci, odpověděl: „Sám jsem během exorcismu nikdy neviděl větší levitaci. Ovšem při jednom předběžném vyšetřování jsem viděl někoho, kdo se vznesl nad kostelní lavice a vznášel se tam několik minut.“